# Emmanuel Vanluchene
Emmanuel Vanluchene (Waregem, 9 december 1992) is een Belgisch zwemmer gespecialiseerd in de rugslag. Hij heeft het Belgisch record op de 50m, 100m en 200m rugslag in klein bad in handen. Ook op de wisselslag 100m en 200m in klein bad staat het Belgisch record op zijn naam.
Op het EK kortebaan 2011 haalde hij samen met François Heersbrandt, Jasper Aerents en Louis Croenen een bronzen medaille op de 4x50m vrije slag in een Belgische recordtijd van 1.25,83.
Samen met Dieter Dekoninck, Jasper Aerents en Pieter Timmers schreef hij een stukje geschiedenis op de Olympische Spelen 2012 door zich te plaatsen voor de finale van de 4x100m vrije slag. Het Belgische estafetteteam is uiteindelijk achtste geworden in de finale van de 4x100m vrije slag.
In Barcelona nam Vanluchene deel aan de wereldkampioenschappen zwemmen 2013. Samen met Dieter Dekoninck, Glenn Surgeloose en Pieter Timmers eindigde hij zevende in de finale van de 4x200 meter vrije slag.

## Belangrijkste prestaties
| Jaar | Olympische Spelen                         | WK langebaan                              | WK kortebaan                                                                         | EK langebaan                                                                     | EK kortebaan |
| ---- | ----------------------------------------- | ----------------------------------------- | ------------------------------------------------------------------------------------ | -------------------------------------------------------------------------------- | --- |
| 2010 |                                           |                                           | geen deelname                                                                        | geen deelname                                                                    | 22e 50 m vrije slag 12e 50m rugslag 15e 100m rugslag 6e 4 x 50m vrije slag                                                                       |
| 2011 |                                           | geen deelname                             |                                                                                      |                                                                                  | 31e 50m vrije slag · 17e 100m vrije slag · 15e 100m rugslag · 23e 50m vlinderslag · 10e 100m wisselslag · 6e 4x50m wisselslag · 4x50m vrije slag |
| 2012 | 8e 4x100m vrije slag                      |                                           | geen deelname                                                                        | 11e 100m vrije slag 4e 4x100m vrije slag                                         | 7e 100m vrije slag · 19e 50m rugslag · 16e 200m rugslag · 5e 100m wisselslag · 4x50m vrije slag                                                  |
| 2013 |                                           | 7e 4x200m vrije slag 9e 4x100m vrije slag |                                                                                      |                                                                                  | 4e 100m wisselslag 19e 200m wisselslag 6e 100m vrije slag 13e 200m vrije slag 15e 4x50m wisselslag                                               |
| 2014 |                                           |                                           | 27e 100m vrije slag · 31e 200m vrije slag · 5e 4x100m vrije slag · 4x200m vrije slag | 9e 100m wisselslag 4e 4x50m vrije slag 6e 4x100m vrije slag 5e 4x200m vrije slag | |
| 2015 |                                           | 4e 4x100m vrije slag                      |                                                                                      |                                                                                  | 5e 200m vrije slag 5e 100m wisselslag 4e 4x40m vrije slag 12e 4x40m wisselslag                                                                   |
| 2016 | 23e 200m wisselslag 6e 4x100m vrije slag  |                                           | geen deelname                                                                        | geen deelname                                                                    | |
| 2017 |                                           | geen deelname                             |                                                                                      |                                                                                  | 33e 50m vrije slag 15e 100m vlinderslag 4e 100m wisselslag 7e 4x50m vrije slag 17e 4x50m wisseslag                                               |
| 2018 |                                           |                                           | 28e 100m vrije slag 30e 100m vlinderslag 19e 100m wisselslag                         | 38e 100m vrije slag 14e 4x100m vrije slag                                        | |
| 2019 |                                           | geen deelname                             |                                                                                      |                                                                                  | geen deelname |
| 2020 | Geen toernooien vanwege de coronapandemie | Geen toernooien vanwege de coronapandemie | Geen toernooien vanwege de coronapandemie                                            | Geen toernooien vanwege de coronapandemie                                        | Geen toernooien vanwege de coronapandemie |

## Persoonlijke records
(Bijgewerkt tot en met 18 december 2017)

### Kortebaan
| Afstand         | Tijd       | Datum            | Plaats          |
| --------------- | ---------- | ---------------- | --------------- |
| 50m rugslag     | 24,31      | 8 december 2011  | Szczecin        |
| 100m rugslag    | BR 52,72   | 11 december 2015 | Szczecin        |
| 200m rugslag    | BR 1.54,73 | 29 november 2013 | Wiener Neustadt |
| 50m vrije slag  | 21,75      | 25 november 2012 | Chartres        |
| 100m vrije slag | 47,32      | 24 november 2012 | Chartres        |
| 200m vrije slag | 1.44,19    | 10 november 2013 | Gent            |
| 100m wisselslag | BR 52,59   | 11 december 2015 | Edinburgh       |
| 200m wisselslag | BR 1.55,14 | 12 december 2015 | Edinburgh       |

### Langebaan
| Afstand         | Tijd       | Datum            | Plaats    |
| --------------- | ---------- | ---------------- | --------- |
| 50m rugslag     | 26,04      | 30 juli 2011     | Antwerpen |
| 100m rugslag    | 55,14      | 20 mei 2013      | Antwerpen |
| 200m rugslag    | 2.01,79    | 12 mei 2013      | Antwerpen |
| 50m vrije slag  | 22,58      | 13 mei 2017      | Antwerpen |
| 100m vrije slag | 49,41      | 16 maart 2012    | Antwerpen |
| 200m vrije slag | 1.48,33    | 18 mei 2013      | Antwerpen |
| 200m wisselslag | BR 2.00,24 | 28 februari 2016 | Antwerpen |